# Milkshop
Milkshop – zespół muzyczny z Krakowa, znany m.in. z Festiwalu w Opolu 2004, gdzie w koncercie „Debiuty” zajął I miejsce. Jego nagranie piosenki Chodź, pomaluj mój świat znalazło się w czołówce serialu Magda M. i uzyskało status złotej płyty.

## Skład
Skład:
- Izabela Tomczyk – śpiew
- Piotr Krakowski – trąbka, gitara, instrumenty klawiszowe, bas, elektronika

## Dyskografia
- Milkshop (2004, CD)[1][4]
- Marzyciele (2006, CD)[1][4]